# Roseland (Louisiana)
Roseland ist eine Stadt im Tangipahoa Parish im US-Bundesstaat Louisiana mit 1162 Einwohnern (Stand: 2000).

## Geographie
Roseland befindet sich im Südosten von Louisiana. Die Stadt bedeckt eine Fläche von 5,9 km².

## Demographie
Nach der Volkszählung von 2000 leben 1162 Menschen in der Stadt. Davon sind 64,97 % Afroamerikaner, 34,42 % Weiße, 1,38 % Hispanics und Latinos und 0,61 % sind einer anderen oder mehreren Rassen zuzuordnen.
Von den 416 Haushalten haben 36,1 % ein oder mehrere Kinder unter 18 Jahre und 38,2 % bestehen aus Ehepaaren.
Das Durchschnittsalter beträgt 30 Jahre.
Das Durchschnittseinkommen steht pro Haushalt bei $20.511 und pro Familie bei $22.333. 36,8 % der Familien und 40,2 % der Stadtbevölkerung leben unterhalb der Armutsgrenze.

## Söhne und Töchter der Stadt
- Justin Wilson, Humorist und Kochbuchautor